# Bryum incacorralis
Bryum incacorralis är en bladmossart som beskrevs av Theodor Carl Karl Julius Herzog 1909. Bryum incacorralis ingår i släktet bryummossor, och familjen Bryaceae. Inga underarter finns listade i Catalogue of Life.